# William Foxwell Albright
William Foxwell Albright (24 de maig de 1891, Coquimbo, Xile - 20 de setembre de 1971, Baltimore, Maryland, EUA) va ser un destacat orientalista nord-americà, pioner de l'arqueologia, lingüista i expert en ceràmica. Des de principis del segle XX fins a la seva mort va ser el degà dels arqueòlegs i el pare mundial de l'Arqueologia bíblica. El seu més destacat pupil, George Ernest Wright, va seguir els seus passos com a líder de tal moviment. Entre altres dels seus pupils notables es troben Frank Cross, Raymond Edward Brown i David Noel Freedman, que van arribar a ser especialistes internacionalment reconeguts en l'estudi de la Bíblia, en Arqueologia bíblica o de l'antic Orient Proper, incloent epigrafia nord-occidental semítica i paleografia.

## Biografia
Va tenir com a context religiós el protestantisme metodista nord-americà. Va néixer a Coquimbo, Xile en el si de la família missionera metodista conformada per Wilbur Finley i Zephine Viola Foxwell Albright, en la qual William va ser el major de sis fills. Es va casar amb la doctora Ruth Norton en 1921 a Jerusalem i d'aquest matrimoni van sobreviure dos fills.
Albright va rebre el Doctorat el 1913 en la Johns Hopkins University, on més tard va ser acadèmic des de 1929 fins a 1959 i director de l'Escola Nord-americana de Recerca Oriental en aquesta universitat. Un dels seus majors assoliments va ser confirmar l'autenticitat dels Manuscrits del Mar Mort després del seu descobriment el 1947 (vegeu també Qumrán).
Albright va defensar teòricament que Abraham, Isaac i Jacob eren no sol personatges bíblics, sinó que també històrics i que les incursions de Josué també van ser esdeveniments històrics. Va insistir que «com un tot, la imatge del Gènesi és històrica i no hi ha raons per dubtar de la precisió dels detalls biogràfics».
En 1923 va fer la primera excavació arqueològica significativa dels túmuls entorn de Jerusalem (possiblement el lloc on un antic rei de la Judea va ser honorat). Un altre important aportació que va fer als estudis bíblics i a l'arqueologia bíblica va ser el seu estudi del segell LMLK i l'impacte que aquest va tenir per a altres estudis entre 1925 i 1960.

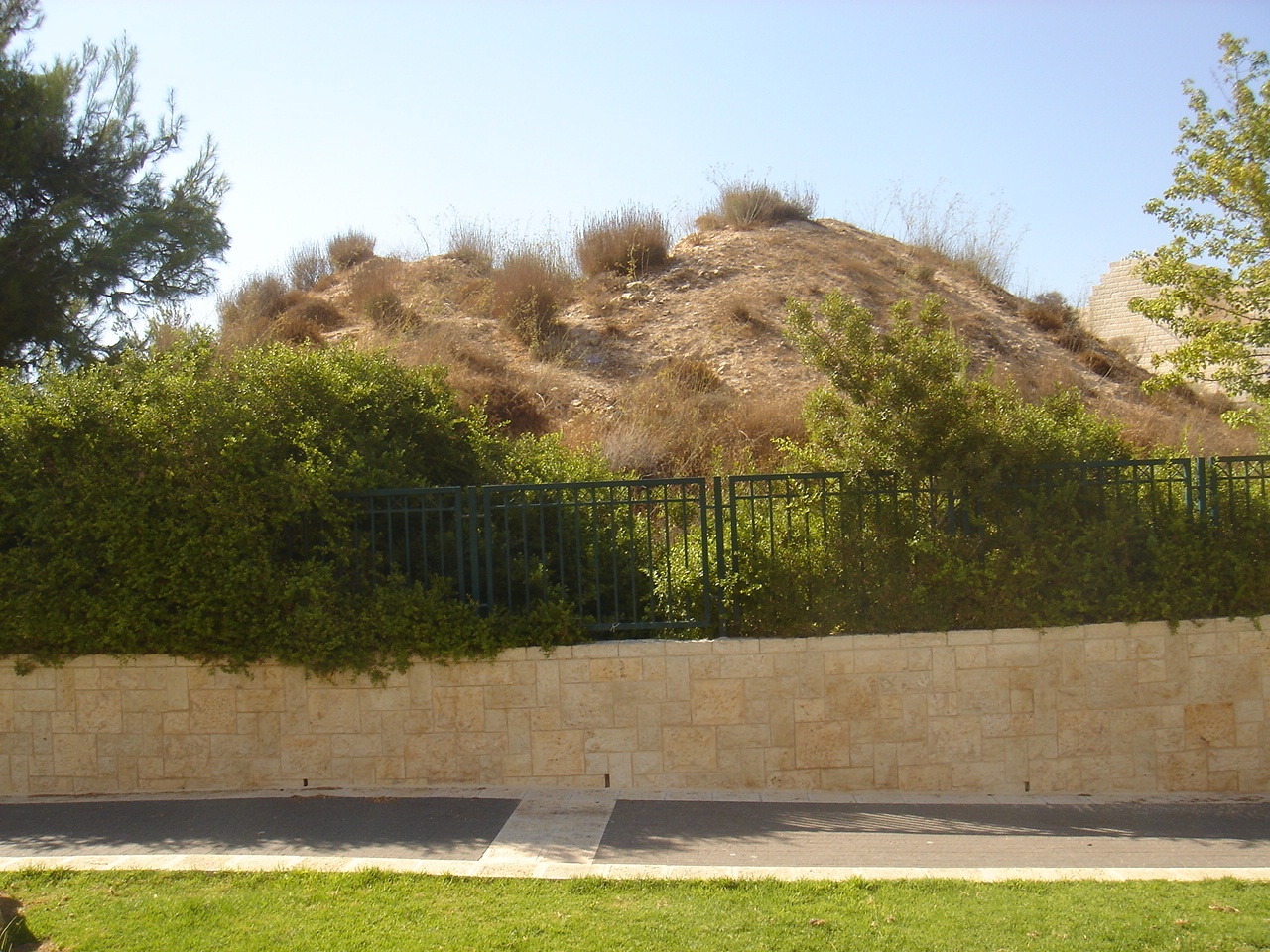
Túmul 2, excavat per W.F. Albright el 1923. La seva trinxera d'excavació és encara visible en el cim de l'estructura.

També va excavar un monticle anomenat Tell Beit Mirsim prop d'Hebron entre 1926 i 1932. Va identificar el lloc com la ciutat canaanea de Debir, esmentada múltiples vegades en la Tanaj, encara que la seva identificació ha estat refutada per altres arqueòlegs. Al costat d'altres troballes, va semblar confirmar que la conquesta de Canaán pels israelitas va ser un fet històric, i, encara que molts rebaten aquesta conclusió en l'actualitat, molts altres biblistas i arqueòlegs segueixen coincidint amb Albright.
Va editar els següents llibres de la Bíblia Anchor: Jeremies, Mateu i Apocalipsi. Entre els seus llibres més coneguts estan: Yahweh y los dioses de Canaán, La arqueología de Palestina: de la Edad de Piedra a la cristiandad y El periodo bíblico desde Abraham a Esdras. Encara que va ser més un arqueòleg bíblic, Albright va fer també contribucions a l'arqueologia d'Egipte: En un document BASOR 130 (1953) titulat Noves llums d'Egipte en la cronologia i història d'Israel i la Judea, l'estudiós va establir que Shoshenq I esmentat en la Bíblia com el rei egipci Shishak, va governar efectivament entre 945 i 940 aC.
L'Institut d'Arqueologia W. F. Albright, una branca de l'Escola Nord-americana d'Estudis Orientals es troba localitzat a Jerusalem.

## Alguns dels seus treballs
- Albright, William F. «Interesting finds in tumuli near Jerusalem». Bulletin of the American Schools of Oriental Research, 10, April,  1923, pàg. 1-3.«Interesting finds in tumuli near Jerusalem». Bulletin of the American Schools of Oriental Research 10 (April): 1-3.
- Albright, William F. «New Light from Egypt on the Chronology and History of Israel and Judah». Bulletin of the American Schools of Oriental Research, 130,  1953, pàg. 4-11.«New Light from Egypt on the Chronology and History of Israel and Judah». Bulletin of the American Schools of Oriental Research 130: 4-11.